# Mavis (nome)
Mavis  è un nome proprio di persona inglese femminile.

## Origine e diffusione

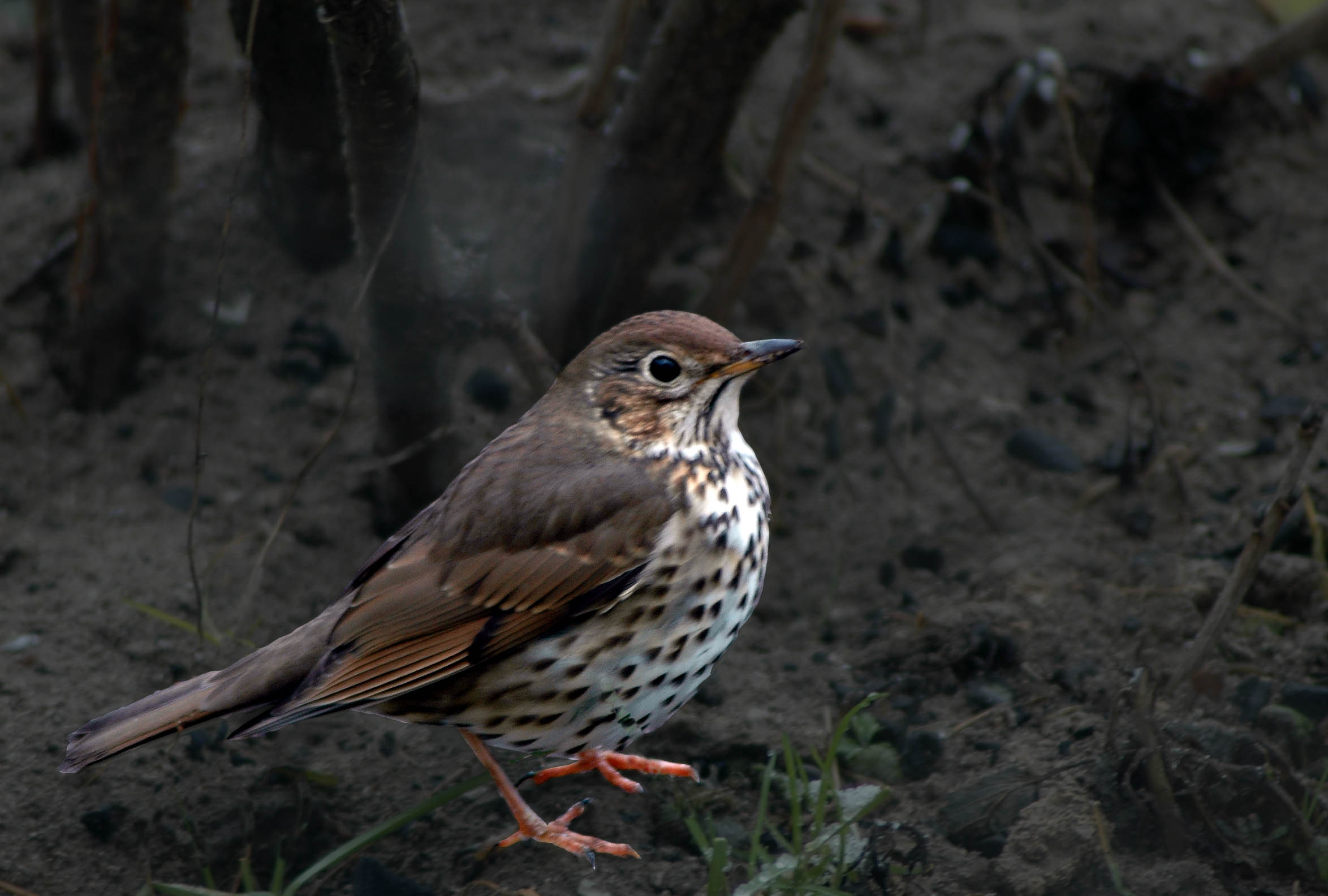
Un esemplare di tordo bottaccio

Si tratta di un'adozione del termine inglese mavis, indicante il tordo bottaccio; etimologicamente, deriva dal francese antico mauvis, la cui origine è ignota. Tale termine era desueto già nel XIX secolo, trovando ancora un uso poetico come nella poesia di Robert Burns Ca' the Yowes to the Knows (Hark the mavis evening sang/Sounding Clouden's woods amang), scritta nel 1794 oppure nella celebre canzone d'amore Mary of Argyle, composta attorno al 1850 da Charles Jefferys, che recita I have heard the mavis singing its love-song to the morn.
Il suo uso come nome proprio di persona prese il via dopo che Marie Corelli lo utilizzò per un personaggio del suo romanzo del 1895 Le angosce di Satana, Mavis Clare; nell'opera, il nome viene definito "piuttosto strano", ma adatto al personaggio che lo porta, dato che la donna "canta dolcemente come uno di tali uccelli". Mavis godette di grande popolarità tra il 1920 ed il 1940: il suo uso è poi declinato progressivamente e dagli anni Sessanta è diventato piuttosto fuori moda.

## Onomastico
Essendo un nome privo di santa patrona, cioè adespota, l'onomastico si festeggia ad Ognissanti, il 1º novembre.

## Persone

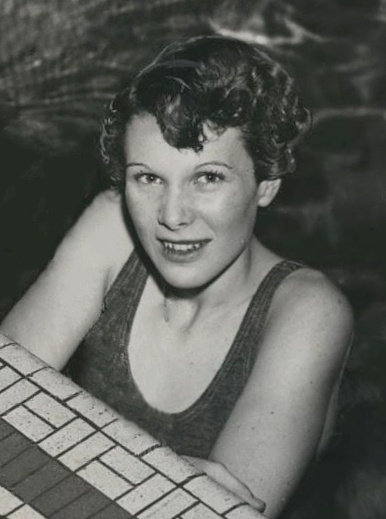
Mavis Freeman

- Mavis Fan, cantante e attrice taiwanese
- Mavis Freeman, nuotatrice statunitense
- Mavis Gallant, scrittrice canadese
- Mavis Staples, cantante e attrice statunitense

## Il nome nelle arti
- Mavis è il nome di due personaggi dei fumetti DC Comics.
- Mavis è un personaggio del film del 1915 Mavis of the Glen, diretto da Robert Z. Leonard.
- Mavis è un personaggio del film del 2012 Hotel Transylvania, diretto da Genndy Tartakovsky.
- Mavis è un personaggio della serie televisiva True Blood.
- Mavis è una locomotiva Diesel personaggio della serie di libri The Railway Series, scritta da W.V. Awdry e della serie televisiva da essa tratta Il trenino Thomas.
- Mavis Arden è un personaggio del film del 1936 Go West Young Man, diretto da Henry Hathaway.
- Mavis Duval è un personaggio del film del 1915 A Soldier's Oath, diretto da Oscar Apfel.
- Mavis Gary è un personaggio del film del 2011 Young Adult, diretto da Jason Reitman.
- Mavis Pruitt è un personaggio del film del 1960 Il buio in cima alle scale, diretto da Delbert Mann.
- Mavis Rae è un personaggio della serie televisiva Whoopi.
- Mavis Vermillion è un personaggio della serie manga Fairy Tail.
- Mavis Wald è un personaggio del film del 1969 L'investigatore Marlowe, diretto da Paul Bogart.